# Caproni Ca.44
Pour les articles homonymes, voir Caproni Ca.5.
Le Caproni Ca.44 ou Ca.5, selon la dénomination de la Regia Aeronautica, l'armée de l'air italienne, était un bombardier lourd biplan trimoteur conçu par l'avionneur italien Caproni Aeronautica en 1916 et utilisé lors de la Première Guerre mondiale et l'entre deux guerres. Il représente la version finale d'une série de biplans commencée avec le Caproni Ca.30 nommé Caproni Ca.1 (1914) par l'armée de l'air italienne. 
Le Ca.44/Ca.5 a connu trois versions Ca.44, Ca.45 et Ca.46 en fonction des moteurs utilisés. Son utilisation a été plutôt limitée durant la guerre en raison des difficultés rencontrées lors de la mise au point des moteurs peu avant la fin des hostilités. Un petit nombre d'exemplaires (cinq selon certaines sources) ont été construits sous licence aux États-Unis.

## Développement
À la fin de la Première Guerre mondiale, l'évolution de la technique de l'aviation rend les anciens bombardiers incapables d'atteindre les objectifs défendus par les chasseurs de l'époque. La solution à ce problème proposée par Caproni a été d'augmenter considérablement la puissance des moteurs, certaines versions du Ca.5 emporteront des moteurs développant près de cinq fois la puissance totale des premiers bombardiers Ca.1.
Pour augmenter les prestations de ses bombardiers trimoteurs, après la parenthèse du triplan Caproni Ca.40 (ou CA.4 pour l'armée italienne), Giovanni Battista Caproni, décide de revoir la conception d'origine du Ca.33 pour y monter les nouveaux moteurs Fiat A.12 de 200 ch. 
Outre des moteurs de plus grande puissance, plusieurs améliorations ont été apportées, notamment des modifications à la nacelle principale, au train d'atterrissage et des ailes complètement nouvelles. Le premier prototype a volé en fin d'année 1917 et l'appareil est resté en production jusqu'en 1921. 659 exemplaires de toutes versions ont été construits par Caproni, et cinq autres exemplaires ont été construits sous licence aux États-Unis, deux Ca.44 par Standard, et trois Ca.46 par Fisher. Les plans de production sous licence en France n'ont pas abouti.
Pendant la guerre, la désignation de ces avions par Caproni était fonction de la puissance moteur totale. Ensuite, la société a rebaptisé ces versions.

## Description
Le Ca.44/Ca.5 était un trimoteur biplan avec une structure en bois recouverte d'une toile. L'équipage de quatre personnes était placé dans une nacelle centrale ouverte et comprenait un mitrailleur avant, deux pilotes et un mitrailleur-mécanicien à l'arrière. Le mitrailleur arrière opérait avec les mitrailleuses supérieures, debout sur le moteur central dans une «cage» de protection, juste devant l'hélice.
L'armement se composait de deux à quatre mitrailleuses Revelli 6,5 mm ou 7,7 mm, une montée à l'avant et une, deux ou parfois même trois mitrailleuses en montage supérieur. Les bombes étaient suspendues sous la coque.

## Production
Le premier prototype du Ca.5 vola en mars 1917. Les observateurs militaires en furent enchantés et une première commande de 200 exemplaires est passée en avril de la même année. Au début de l'année 1918, le total des commandes enregistrées, provenant d'Italie mais également de nombreuses armées étrangères, dépassait 3.900 unités. Ce total s'est réduit rapidement à 3.650. Pour faire face à cet afflux de travail, l'avionneur italien va sélectionner plusieurs entreprises compétentes pour former le consortium  "Società per lo Sviluppo dell'Aviazione in Italia - S.S.A.I." afin de respecter les engagements sur les délais de livraison pris auprès des clients. Parmi ces constructeurs d'avions italiens on trouve :
| Constructeur          | Quantité |
| --------------------- | -------- |
| Caproni               | 800      |
| Miani e Silvestri     | 900      |
| Breda                 | 600      |
| Bastianelli           | 600      |
| Reggiane              | 300      |
| San Giorgio (Pistoia) | 250      |
| Piaggio               | 200      |

En complément à cette production italienne, l'armée américaine avait passé commande de 50 exemplaires à la société "Standard Aircraft Company", qui avait déjà acquis précédemment une licence pour la production du modèle Caproni Ca.3 et qui avait renouvelé cette licence pour ce nouveau modèle. Avec cette première commande ferme, l'armée américaine avait pris une option pour 1.050 exemplaires supplémentaires. Afin d'engager rapidement la construction complète des modèles "Ca.44 US", deux exemplaires ont été envoyées de Milan en septembre 1917 pour la formation du personnel américain.
La suite des évènements va contrarier ce vaste projet. La fin des hostilités va engendrer une renonciation massive des commandes. Au total, à peine plus du cinquième des exemplaires commandés par la Triple-Entente sera fabriqué.
Le bombardier Caproni Ca.5 sera fabriqué jusqu'en 1921 à 659 exemplaires. On peut détailler la production par entreprise :
- 552 exemplaires de Ca.44, Ca.45 et Ca.46 ont été fabriqués dans les usines Caproni,
- 102 unités par Breda,
- 5 unités par Miani e Silvestri en 1919.

La commande américaine a également été réduite avec la fin de la Seconde Guerre mondiale. Le premier avion construit sous licence vola le 4 juillet 1918, soit avec presque un an de retard sur le planning. De plus l'annulation des investissements par l'U.S. Army Air Service a, entre-temps annulé ses investissements. En janvier 1919 le gouvernement américain annula d'autres commandes très importantes aux entreprises américaines : 13.000 avions et 20.000 moteurs que l'armée de l'air attendaient. L'armée a très vite démobilisé et renvoyé 200.000 hommes et l'effectif gradé a été réduit de 24.000 hommes. 
Selon certaines sources, le nombre d'exemplaires de Ca.44 produits avec les moteurs Liberty L-12, s'élèverait à 5. 
- Standard Aircraft Company aurait fabriqué 2 Ca.44 dont un exemplaire avec un fuselage à section rectangulaire, analogue à celui du Ca.33,
- Fischer aurait fabriqué 3 exemplaires de la version Ca.46.

## Le Ca44/Ca.5 en France
Le constructeur français Robert Esnault-Pelterie-REP, qui avait déjà par le passé construit sous licence les biplans Caproni des séries précédentes, s'est également intéressé au nouveau modèle Caproni Ca.44/Ca.5. 
Plus élaboré, plus puissant avec ses trois moteurs Isotta-Fraschini développant 750 HP, le Caproni Ca.44/Ca.5 devait arriver en France en 1918. Selon les termes du marché 591 signé le 23 février 1918, d'un montant global de 13,1 millions de francs, les établissements Robert Esnault Pelterie devaient livrer 49 avions avant le 15 novembre 1918, 20 avant le 20 décembre 1918, 5 avant la fin janvier 1919 et 25 avant la fin février 1919, soit 99 appareils.
La direction italienne n'avait pas encore cédé les droits de licence au constructeur français et les règles de bienséance du commerce international n'étant pas respectées, la licence ne fut pas accordée. Pour "sauver la face" vis à vis de l'armée de l'air et afin d'honorer son engagement, Robert Esnault-Pelterie n'a eu d'autre solution que d'investir dans la société italienne pour qu'elle produise aussi les appareils pour la France dans les conditions du contrat. Les avions Ca.45/Ca.5 fabriqués par Caproni en Italie, équipés de moteurs Isotta Fraschini V.6 seront dénommés CEP 3 Bn3 par l'armée de l'air, en France. 
Passé ce différend significatif, la licence est accordée pour satisfaire une commande complémentaire passée au constructeur italien mais, avant la mise en vigueur de celle-ci, la Première Guerre mondiale s'est terminée et, avec l'arrêt des hostilités, l'armée de l'air française dénonça le contrat 591 signé ce qui permit à Robert Esnault Pelterie d'obtenir de substantielles indemnités à la suite de cette résiliation. Seuls cinq CAP 3 Bn3 auraient été livrés à la France directement par Caproni.

## L'utilisation opérationnelle durant la guerre
Au début, l'utilisation des Ca.44/Ca.5 a été assez limitée par manque de formation suffisante des pilotes. Les premiers Ca.44/Ca.5 ont été affectés à la 1ère Escadrille navale italienne dirigée par le major Gabriele D'Annunzio. La première intervention sur le terrain a été effectuée par la 6ème Escadrille qui avait reçu les 3 premiers exemplaires en août 1918. Le baptême du feu du Ca.44/Ca.5 eut lieu durant l'opération effectuée dans le Passo del Tonale dans la bataille contre l'Autriche qui ramènera la région du Trentin-Haut-Adige à l'Italie. La 6ème Escadrille fut la seule à être dotée en totalité d'avions Ca.44/Ca.45.
Le "Northern Bombing Group", détachement américain formé par du personnel de l'United States Navy et l'United States Marine Corps Aviation déployé sur le front de l'Ouest dans le nord de la France a également reçu en dotation les bombardiers Caproni Ca.44. Les pilotes ont aussi été formés par des instructeurs britanniques. Les missions de bombardement consistaient à repérer et détruire les U-Boot, sous-marins allemands, cachés dans les bases de la Kaiserliche Marine situées sur les côtes belges. Les bombardiers Ca.44 affectés à ces missions, ont mené à bien une opération délicate sur Ostende le 15 août 1918,.
Parmi les actions remarquables accomplies avec ces bombardiers, on peut souligner la mission effectuée le 27 octobre 1918, peu de temps avant la fin de la Première Guerre mondiale, qui verra l'Italie discerner la Médaille d'or du courage militaire, la plus haute récompense militaire italienne, à la mémoire de Coleman Fenafly De Witt, abattu au-dessus de Pergine Valsugana par 5 chasseurs autrichiens.
Dès la fin de la guerre, le gros bombardier biplan sera rapidement remplacé dans les cieux italiens par le Caproni Ca.36. Quelques exemplaires du Ca.44 ont été transformés en avion civil de ligne à partir du mois de janvier 1919.

### Raid Rome-Tokyo
Un avion Caproni Ca.44/Ca.5 a fait partie de l'équipe qui s'est engagée dans le raid aérien Rome-Tokyo, imaginé par Gabriele D'Annunzio et le poète japonais Harukichi Shimoi, engagé dans le corps spécial de l'armée italienne durant la première guerre mondiale, qui se termina avec les deux seuls équipages à bord des Ansaldo SVA.

## Variantes et développements
Remarque : Lors de la Première Guerre mondiale toutes ces variantes étaient appelées Ca.5 tandis qu'au sein de l'usine Caproni, on distinguait les différents modèles uniquement en fonction de la puissance totale installée. Après la guerre, Caproni adopta rétroactivement, une nouvelle désignation unique, comme indiqué ci-dessous :

### Caproni Ca.44
Principale version produite en série, équipée de 3 moteurs en ligne Fiat A.12 de 200 ch. Deux moteurs sont positionnés en mode traction et le dernier en propulsif. Le Ca.44 a aussi été appelé Caproni 600 HP (« HP » pour horse power) au sein de Caproni. Des moteurs plus puissants de type Fiat A.12bis de 300 ch ont été utilisés par la suite. Ce modèle reçut alors la désignation Caproni 600/900 HP

### Caproni Ca.45
Version équipée de 3 moteurs en V Isotta Fraschini V.6 d'une puissance de 250 ch chacun. Désignée 600/750 HP, ou simplement Caproni 750 HP, cette variante a été principalement destinée à l'Armée de l'air française.

#### Caractéristiques principales de la version Ca.45
- Moteurs : 3 x Isotta Fraschini V.6 de 250 ch,
- Poids à vide : 3.000 kg,
- Poids maximum au décollage : 5.000 kg,
- Plafond : 4.200 m.

### Caproni Ca.46
Version équipée de 3 moteurs en V Liberty L-12 de 300 ch, deux en mode traction et le dernier en propulsif développant une puissance maximale de 350 ch chacun pour le "Northern Bombing Group".

#### Caractéristiques principales de la version Ca.46
- Moteurs : 3 x Liberty L-12 de 350 ch,
- Poids à vide : 3.500 kg,
- Poids maximum au décollage : 6.000 kg,
- Vitesse maximale : 170 km/h,
- Plafond : 5.100 m.

### Caproni Ca.47
Variante hydravion du Ca.44, équipé de flotteurs, a été construit à 10 exemplaires. Aussi connue sous la désignation de I.Ca (« I » pour Idrovolante - hydravion). Le prototype vola en août 1917, 9 autres exemplaires ont été construits par Piaggio dans la période d'après-guerre,

### Caproni Ca.50
Variante sanitaire du Ca.44 équipée pour des missions d'ambulance aérienne.

### Caproni Ca.57 ou Breda M.1
Variante civile dérivée du Ca.44 pour des vols commerciaux pouvant embarquer 8 passagers. Premier vol en janvier 1919 entre Milan et Rome en 4 heures et 30 minutes.

### Les moteurs utilisés

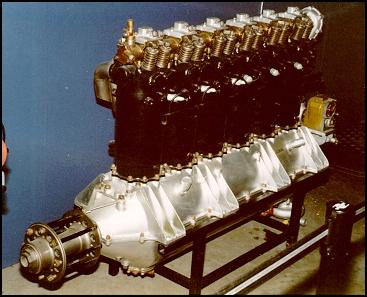
Moteur Fiat A.12
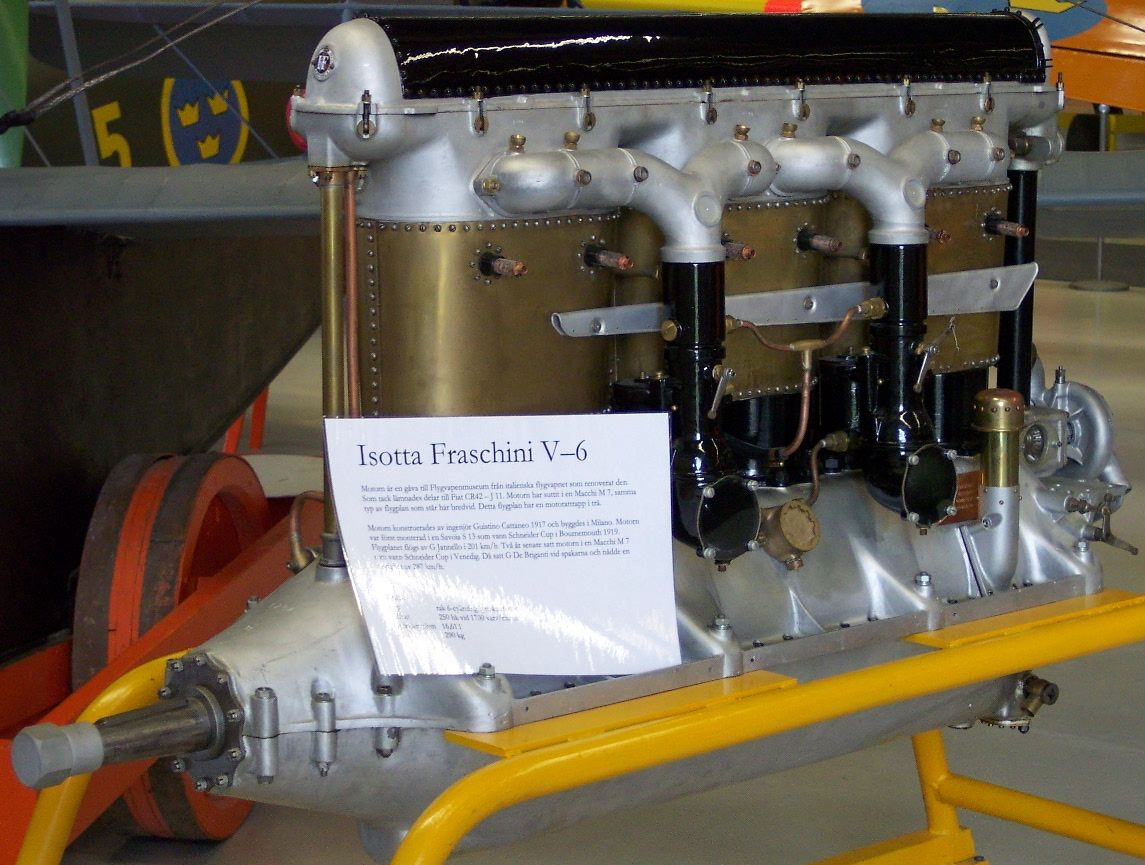
Moteur Isotta Fraschini V.6
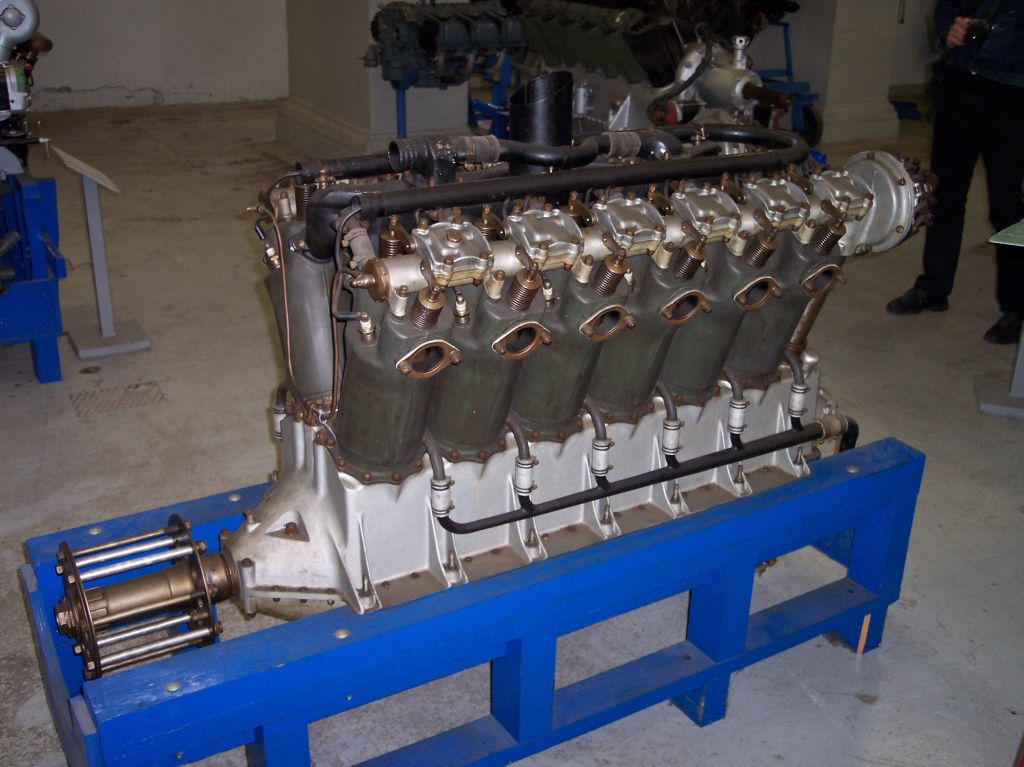
Moteur Liberty L-12

## Utilisation

### Utilisateurs
Italie
- Regio Esercito
  - Aeronautica Militare
  - Regia Aeronautica

 France
- Armée de l'air

 États-Unis
- American Expeditionary Force Air Service

## Les autres bombardiers Caproni de la 1ère guerre mondiale
Nota important :
Au sein de la société des avions Caproni, le code usine de chaque modèle portait un numéro d'ordre croissant mais comportait également, à ses débuts, la puissance totale des moteurs. En 1914, lorsque la Regia Aeronautica commença à utiliser les premiers avions bombardiers Caproni de série, elle les nomma en partant de 1. Le premier modèle retenu, le Caproni Ca.32 300 HP fut appelé Ca.1, dénomination déjà utilisée par l'avionneur pour désigner son premier modèle en 1910, le Caproni Ca.1 (1910). Après la guerre, la société Caproni a renommé, rétroactivement, ses modèles militaires pour éviter toute confusion.
C'est ainsi que le premier avion Caproni adopté en 1914 par la Regia Aeronautica, le bombardier qu'elle a désigné Caproni Ca.1 a été renommé Caproni Ca.32 300 HP après la guerre. 
On retrouve ainsi l'ordre officiel des numéros des avions Caproni tel qu'il figure dans les archives de l'avionneur.
- le bombardier Caproni Ca.1 de 1914 devient Caproni Ca.32 300 HP
- le bombardier Caproni Ca.2 de 1915 devient Caproni Ca.32 350 HP
- le bombardier Caproni Ca.3 de 1916 devient Caproni Ca.33 450 HP
- le bombardier Caproni Ca.4 de 1917 devient Caproni Ca.40 750 HP
- le bombardier Caproni Ca.5 de 1918 devient Caproni Ca.44 600/900 HP.

### Développement lié
- Ca.1 (1914)
- Ca.2 (1915)
- Ca.3 (1916)
- Ca.4 (1917)

### Aéronefs comparables
- Handley Page Type O
- Vickers Vimy
- Sikorsky Ilya Mouromets
- Zeppelin Staaken R.VI